# Datar Lebar II
Datar Lebar II is een bestuurslaag in het regentschap Kaur van de provincie Bengkulu, Indonesië. Datar Lebar II telt 310 inwoners (volkstelling 2010).